# Mecidiye Marşı
La Mecidiye Marşı fue el himno imperial del Imperio otomano compuesto por el músico italiano Giuseppe Donizetti.
Solo consta de su versión instrumental por lo que no tiene letra. Se adoptó como himno imperial en el 2 de julio de 1839, se quitó el 25 de junio de 1861, más tarde se volvió a adoptar brevemente desde el 30 de mayo de 1876 hasta el 31 de agosto de 1876.
La Mecidiye Marşı fue el himno nacional del Imperio Otomano durante el reinado de Abdülmecid I (1839–1861). Había diferentes himnos para cada sultán.
En 1922 tras la caída del Imperio otomano surgieron nuevos estados entre ellos la República de Turquía por lo que cambio de himno a İstiklâl Marşı. Junto a la bandera y el escudo era un de los símbolos patrios del Imperio otomano.
La Mecidiye Marşı es considerado por algunos como el himno desaparecido más hermoso del mundo, debido a su tono y ritmo.
- Datos: Q6756878